# Chiroxiphia lanceolata
A Chiroxiphia lanceolata a madarak osztályának verébalakúak (Passeriformes) rendjébe és a piprafélék (Pipridae) családjába tartozó faj.

## Rendszerezése
A fajt Johann Georg Wagler német ornitológus írta le 1830-ban, a Pipra nembe Pipra lanceolata néven.

## Előfordulása
Costa Rica, Panama, Kolumbia, és Venezuela területén honos. Természetes élőhelyei a szubtrópusi és trópusi síkvidéki esőerdők és lombhullató erdők, valamint cserjések. Száraz és nedves környezetben is megél. Állandó, nem vonuló faj.

## Megjelenése
Átlagos testhossza 13 centiméter, testtömege 19 gramm. A hím tollazata fekete, hátán kék folttal, koronája skarlátvörös. A tojó tollazata olajzöld.
|  |  |

## Életmódja
Gyümölcsökkel és rovarokkal táplálkozik.

## Természetvédelmi helyzete
Az elterjedési területe nagy, egyedszáma pedig stabil. A Természetvédelmi Világszövetség Vörös listáján nem veszélyeztetett fajként szerepel.